# M270 MLRS

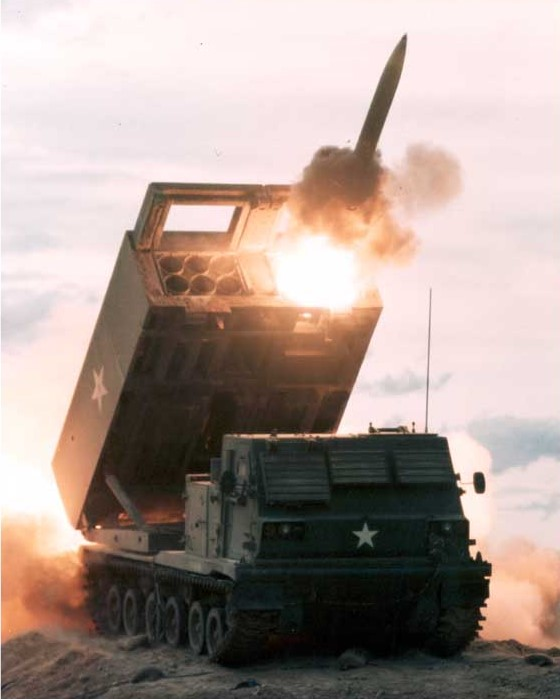
Moment odpalenia pocisku

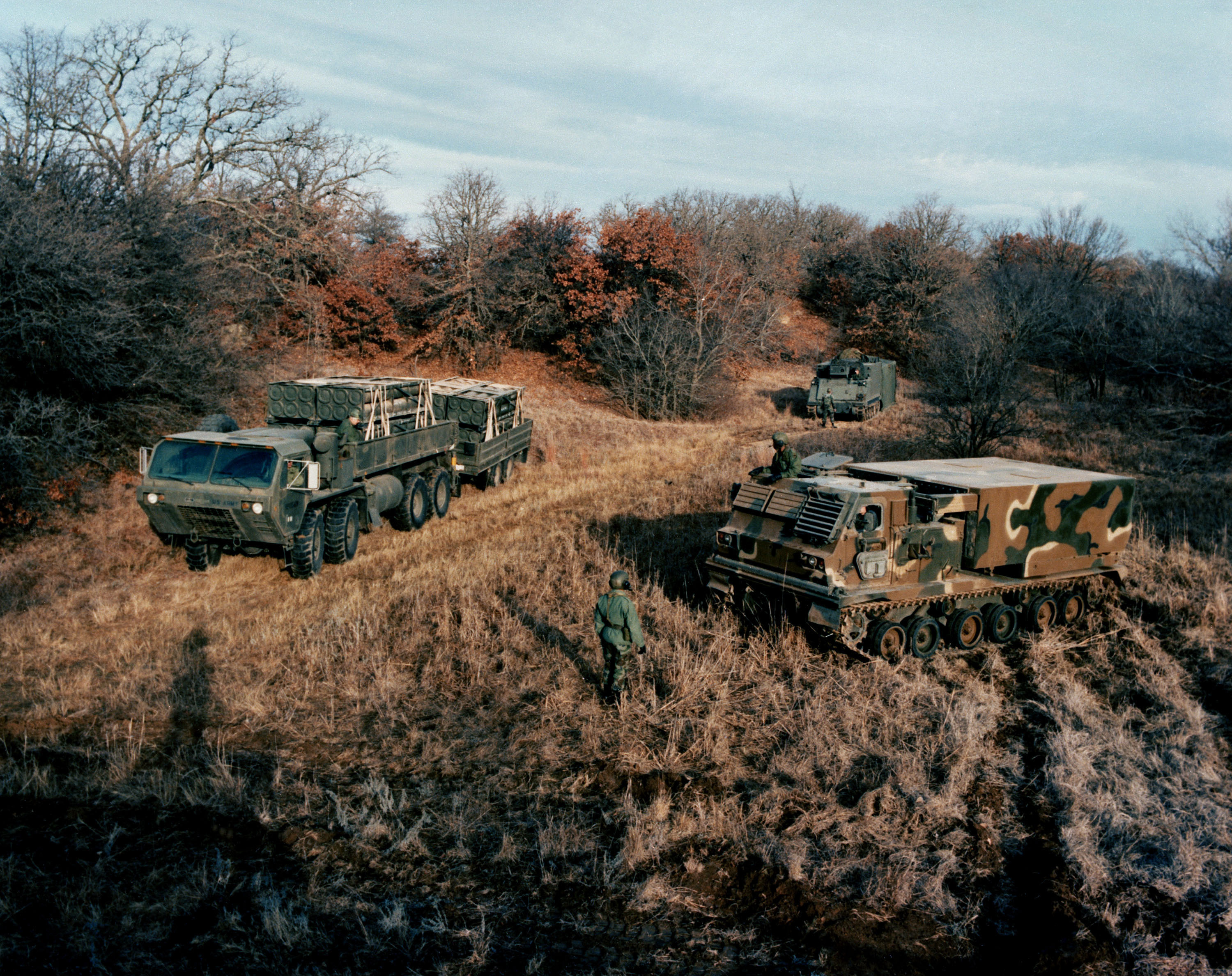
Pojazdy systemu MLRS: wyrzutnia, pojazd transportowo-załadowczy HEMTT i pojazd dowodzenia na podwoziu transportera M113

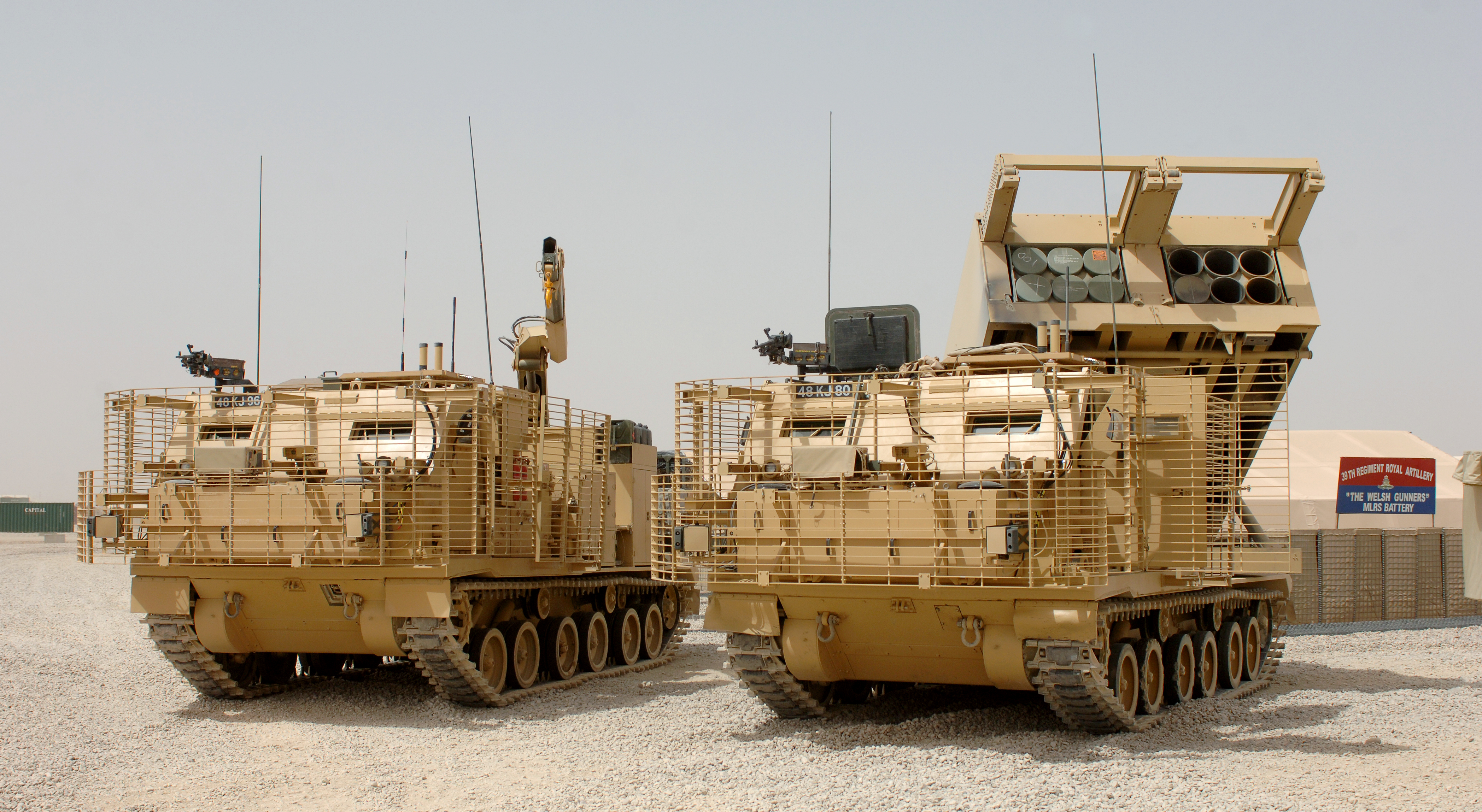
Brytyjska wyrzutnia MLRS i wóz inżynieryjny 2008 r. w Camp Bastion (Afganistan)

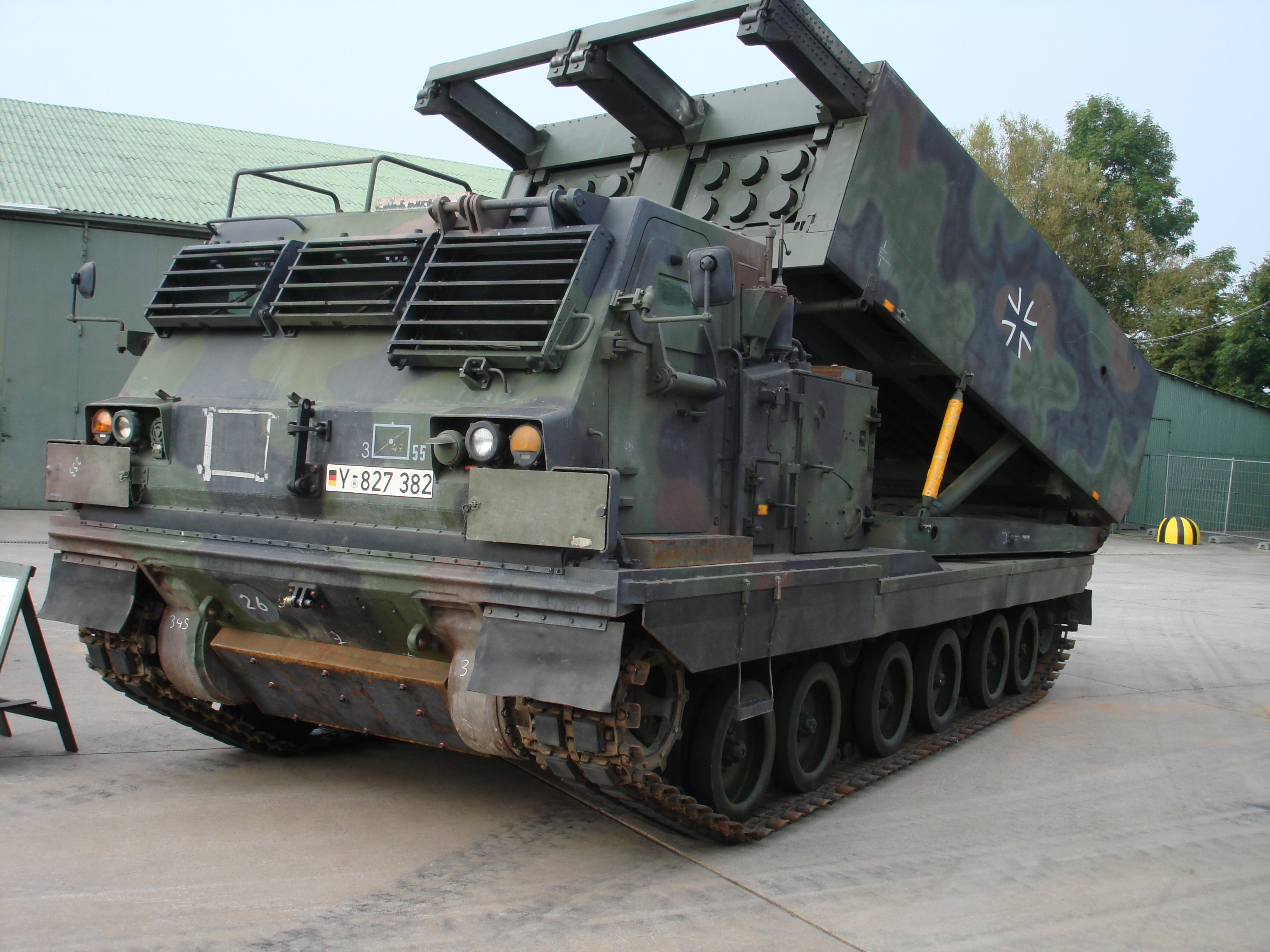
Wyrzutnia MARS (MLRS) Bundeswehry

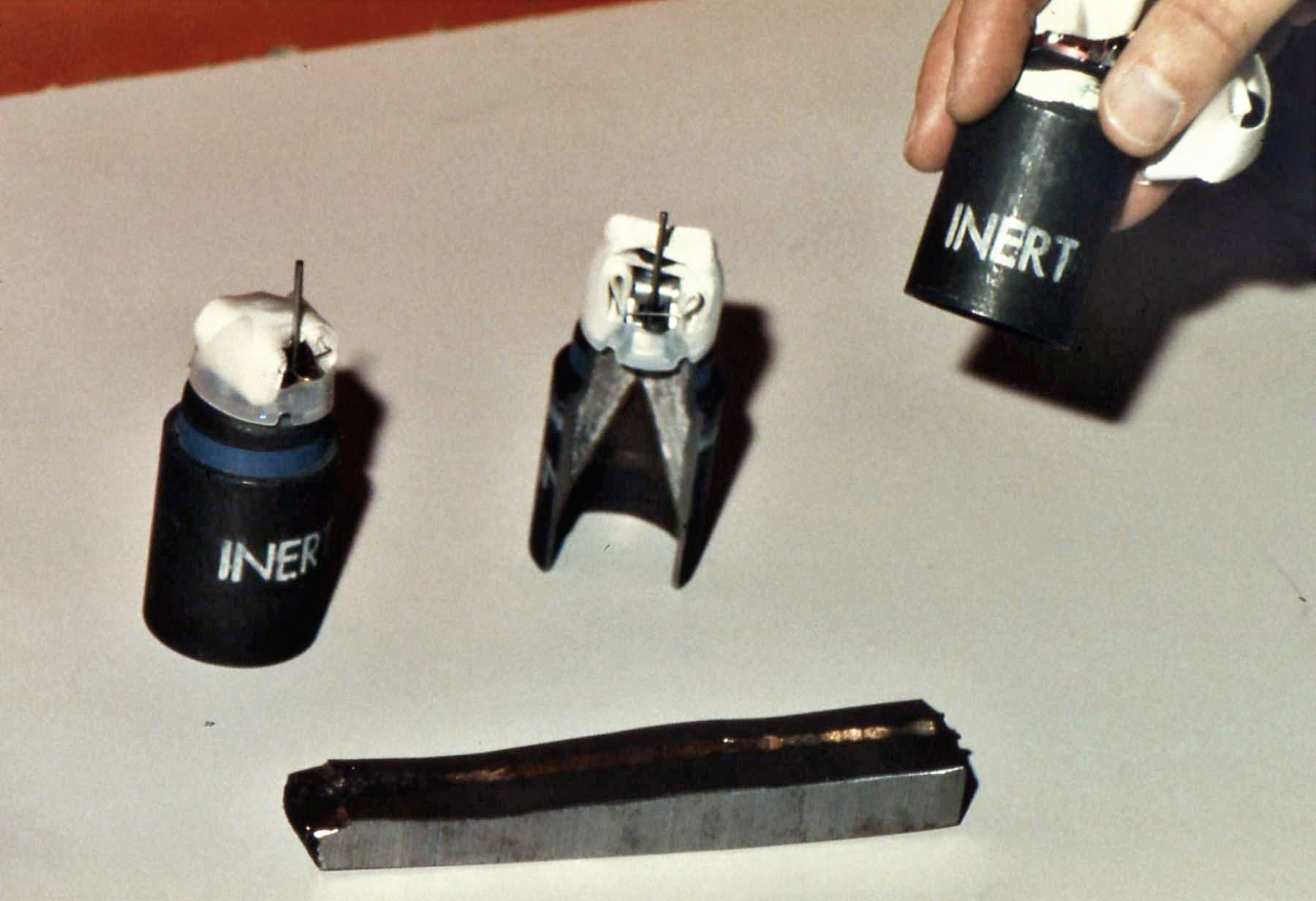
Subamunicja M77 DPICM z rakiety M26, przenoszącej po 644 sztuk. M77 rozwinięto z M48A1 stosowanej w pociskach artyleryjskich

M270 Multiple Launch Rocket System, w skrócie MLRS – opancerzona, gąsienicowa, wieloprowadnicowa (12 pocisków 227 mm w dwóch modułach) wyrzutnia rakiet produkcji amerykańskiej.
Pierwszy egzemplarz dostarczono U.S. Army w 1983. Od tego czasu stanowi wyposażenie armii 14 krajów. W latach 1983–2003 wyprodukowano ok. 1300 wyrzutni M270, jak również ok. 700 tys. rakiet. Produkcja zakończyła się w 2003 r., ostatnie egzemplarze odebrał Egipt. Konstrukcja była modernizowana (wersja M270A1 powstała poprzez przebudowę istniejących wyrzutni). Część zadań przejęła wyrzutnia kołowa M142 HIMARS (jeden moduł na 6 pocisków).

## Historia
Prace nad MLRS podjęto w 1976, dwa lata później ustalono, że ma być podstawową wyrzutnią rakiet NATO. W maju 1980 rozpoczęto testowanie prototypów firm: Boeing Aerospace i Vought (obecnie Lockheed Martin Vought Systems Corporation). Po testach wybrano projekt firmy Vought. Od 1985 do dziś jest na wyposażeniu armii Stanów Zjednoczonych, która posiada około 850 sztuk. W 1989 produkcję rozpoczęto również w Europie. Oprócz 850 MLRS w armii amerykańskiej 63 sztuk użytkuje Wielka Brytania, 150 Niemcy, 55 Francja, 24 Włochy, 22 Holandia, 48 Izrael oraz Norwegia, Grecja, Turcja, Korea Południowa, Dania, Japonia, Ukraina.

## Opis konstrukcji
Podwozie pojazdu oparte jest na podwoziu transportera M987 Fighting Vehicle System. Napędzany jest wysokoprężnym silnikiem Cummins o mocy 373 kW przy 2400 obr./min o pojemności 14 901 cm³. Z przodu pojazdu znajduje się lekko opancerzona kabina załogi, wyposażona w system obrony przed bronią ABC. Część artyleryjska pojazdu składa się z łoża górnego i kołyski (mieszczącej 2 wyrzutnie po 6 pocisków 227 mm lub 1 większą rakietę 607 mm każda).

## Wersje wyrzutni
- M270 jest wersją podstawową, uzbrojoną w 2 moduły M269 zawierające po 6 rakiet kal. 227 mm każdy. Opancerzona, gąsienicowa wyrzutnia wykorzystuje powiększone podwozie bojowego wozu piechoty Bradley.
- M270 IPDS to doraźna modyfikacja części standardowych wyrzutni, przystosowująca je do odpalania nowych typów rakiet: MGM-140 ATACMS Block IA i Block II
- M270A1 to rezultat programu modernizacyjnego z 2002 r.[2] Zmodernizowano system kontroli ognia (IFCS, Improved Fire Control System) oraz mechanizm podnoszenia (ILMS, Improved Launcher Mechanical System). Pozwoliło to na znaczne przyśpieszenie procedury odpalania pocisków oraz umożliwiło wykorzystanie nowych typów rakiet kierowanych z systemem GPS.
- M270B1 to oznaczenie brytyjskiej modyfikacji, poza zmianami z wersji M270A1 wzmocniono opancerzenie kabiny przeciw improwizowanym ładunkom wybuchowym (IED).

## Rakiety i pociski do MLRS
- M26: Niekierowany pocisk z głowicą kasetową zawierającą 644 podpociski M77 (DPICM, Dual-Purpose Improved Conventional Munitions), zasięg 32 km
  - M26A1: (ERR, Extended Range Rocket), wersja M26 o powiększonym zasięgu kosztem głowicy (518 podpociskow M85), zasięg 45 km
  - M26A2: Jak M26A1, ale ze starszymi podpociskami M77. Rozwiązanie tymczasowe do czasu wdrożenia M26A1.
- M27: Ćwiczebny moduł transportowo-startowy do treningu procedur przeładowania.
- M28: Niekierowany pocisk ćwiczebny z trzema pojemnikami z balastem i trzema z substancją dymotwórczą na miejsce głowicy bojowej
  - M28A1: Niekierowana rakieta ćwiczebna o zredukowanym zasięgu (RRPR, Reduced Range Practice Rocket). Płasko zakończony dziob pocisku, zasięg 9 km.
- XM29: Niekierowana rakieta z samonaprowadzającymi się podpociskami SADARM (Sense and Destroy Armor). Nie wprowadzona do uzbrojenia.
- M30: (Guided MLRS, GMLRS-DPCIM). Rakieta naprowadzana bezwładnościowo z korektą GPS. Zasięg ponad 60 km z ładunkiem 404 podpocisków M85.
  - M31: (Guided Unitary MLRS, GMLRS-U). Wariant pocisku M30 z głowicą burzącą do atakowania celów w terenie zurbanizowanym i górskim, zasięg ok. 70 km.
- MGM-140 ATACMS (Army Tactical Missile System, wcześniej M39): Rakieta o średnicy 610 mm (24 cali), jeden pocisk na moduł (zamiast 6 standardowych rakiet), zasięg w zależności od wersji 128–300 km.
  - MGM-140A Block I (wcześniej M39): Rakieta niekierowana, głowica z 950 podpociskami M74 (APAM, anti-personnel/anti-materiel), zasięg 128 km (80 mil)
  - MGM-140B Block IA (wcześniej M39A1): Rakieta kierowana bezwładnościowo z korektą GPS, głowica z 275 podpociskami M74 (APAM, anti-personnel/anti-materiel), zasięg 165 km (103 mil)
  - MGM-164 ATacMS Block II (wcześniej M39A3 i MGM-140C): Głowica z 13 samonaprowadzającymi się podpociskami przeciwpancernymi BAT (Brilliant Anti-Tank). Program zakończono w 2003 r., przed wprowadzeniem do uzbrojenia.
  - MGM-164 ATacMS Block IVA (wcześniej MGM-140E Block 1A Unitary): Głowica burząca o wadze 230 kg (500 funtów). Układ naprowadzania identyczny z MGM-140B Block IA. Kontrakt z grudnia 2000 r., testy w kwietniu 2001 r., produkcja od marca 2002 r. Zasięg zwiększony do 300 km, limitowany ustaleniami układu rozbrojeniowego MTCR (Missile Technology Control Regime).
- XM135: Pocisk z gazem VX. Nie wprowadzony do uzbrojenia.
- AT2 (Niemcy, Wielka Brytania, Francja): Pocisk SCATMIN z ładunkiem 28 min przeciwczołgowych i zasięgiem 38 km.
- PARS SAGE-227 F (Turcja): Eksperymentalny pocisk kierowany (GMLRS) opracowywany przez TUBITAK-SAGE

## GMLRS
Guided Multiple Launch Rocket System, w skrócie GMLRS – MLRS przystosowany do strzelania amunicją kierowaną. Pierwsza faza testów rakiety naprowadzanej bezwładnościowo z korektą GPS (XM31 z głowicą burzącą) została zakończona w marcu 2006 r. Dzięki szybkiemu tempu produkcji (na podstawie Urgent Need Statement) nowe pociski mogły być wykorzystane podczas wojny w Iraku. Na podstawie dodatkowego kontraktu Lockheed Martin przebudował część pocisków M30 z głowicą kasetową do wersji M31, lepiej odpowiadającej wymogom asymetrycznego pola walki (mniejsze pole rażenia, brak niewybuchów podpocisków).
Dzięki zastosowaniu pocisków rodziny GMLRS, system MLRS zmienił swoją rolę na polu bitwy. Zamiast zwalczać cele obszarowe typową salwą z trzech wyrzutni (36 rakiet), można było go wykorzystać do zwalczania celów punktowych pojedynczymi pociskami o dwukrotnie większym zasięgu. Dzięki nowej głowicy burzącej w pocisku M31, która zastąpiła dotychczasowe głowice kasetowe, zminimalizowano ryzyko porażenia własnych wojsk i, jak również ryzyko niewybuchów. Do tej pory należało się liczyć z 2–4% niezdetonowanej subamunicji, czyli ok. 400 sztuk niewybuchów z typowej salwy 3 wyrzutni. Dzięki zwiększonej precyzji naprowadzania zmniejszyło się znacznie obciążenie łańcucha logistycznego – te same cele można było porazić mniejszą liczbą pocisków. Głowica burząca umożliwiła wykorzystanie GMLRS w konfliktach w terenie zurbanizowanym, gdzie kluczowym problemem jest minimalizacja strat wśród ludności cywilnej. Pocisk M31 wyposażono początkowo w nastawny zapalnik o działaniu natychmiastowym lub ze zwłoką. W wersji M31A możliwe było zaprogramowanie detonacji nad gruntem (ustawienia w zakresie 3–10 m) do rażenia piechoty. Minimalna odległość do celu to 15 km, a maksymalna to 70 km. Prędkość na końcowym odcinku lotu to 2,5 Ma.